# Erich Foerster
Erich Foerster (* 4. November 1865 in Greifswald; † 12. Oktober 1945 in Frankfurt am Main) war ein deutscher evangelischer Theologe.

## Herkunft
Seine Eltern waren der Ministerialdirektor im preußischen Kultusministerium Franz Förster und dessen Ehefrau Klara Gaupp (1828–1913).

## Leben und Wirken
Er besuchte das humanistische Gymnasium Schulpforta bis zum Abitur und studierte Evangelische Theologie sowie Rechtswissenschaft in Marburg und Berlin.
Nach dem ersten theologischen Examen wurde er für ein Jahr Vikar bei dem Schönbacher Pfarrer Martin Rade, den er auch als Redakteur der kulturprotestantischen Zeitschrift Die Christliche Welt unterstützte. Ab April 1891 gab er das neu gegründete Beiblatt Chronik der Christlichen Welt heraus und verfasste hierfür bis 1903 vierteljährliche Berichte über die aktuelle kirchenpolitische Entwicklung.
Von 1893 bis 1895 war er Pfarrer in Hirschberg (Schlesien). Während der pfarramtlichen Tätigkeit in der reformierten Gemeinde in Frankfurt am Main 1895 bis 1934 habilitierte Foerster sich 1907 an der dortigen Akademie für Sozial- und Handelswissenschaften mit seinem zweibändigen Werk über die preußische Landeskirche. 1911 erhielt er einen besoldeten Lehrauftrag, 1915 wurde er zum Honorarprofessor für Religionsgeschichte an der Universität Frankfurt am Main ernannt. Im selben Jahr wurde er auch Konsistorialrat in Frankfurt (bis 1925).
Foerster behandelte das Verhältnis von Kirche und Staat sowie die innerkirchlichen Ordnungsprobleme. Er folgte Rudolph Sohm in der Verschiedenheit des rechtlich-staatlichen und des geistlich-kirchlichen Bereichs. Gleichzeitig sollte die Verkündigung in einem Denken nüchterner und freiheitlicher Religiosität erfolgen.
Foerster war von Ende 1918 bis Herbst 1919 Mitglied der Deutschen Demokratischen Partei (DDP). Er schloss sich nach 1933 der Bekennenden Kirche an.
Er heiratete 1894 Ilse Fraas (1872–1950), eine Tochter des breslauischen Landgerichtsdirektor Fraas. Das Paar hatte zwei Töchter, darunter Dr. phil. Sabine Foerster, die den Mediziner Walter Scharpff (1894–1974) heiratete.

## Schriften (Auswahl)
- Die Möglichkeit des Christentums in der modernen Welt, Mohr, Freiburg 1898.
- Die Rechtslage des deutschen Protestantismus 1800 und 1900, Ricker, Gießen 1900.
- Die Entstehung der preußischen Landeskirche unter der Regierung König Friedrich Wilhelms des Dritten nach den Quellen erzählt. Ein Beitrag zur Geschichte der Kirchenbildung im Deutschen Protestantismus, 2 Bde., Mohr, Tübingen 1905/07.
- Die christliche Religion im Urteil ihrer Gegner, Mohr, Tübingen 1916.
- Sozialer Kapitalismus, Mohr, Tübingen 1924.
- Adalbert Falk. Sein Leben und Wirken, Klotz, Gotha 1927.
- Rudolph Sohms Kritik des Kirchenrechtes. Zur 100. Wiederkehr seines Geburtstages, 29. Oktober 1841,  Bohn, Haarlem 1942.
- Lebenserinnerungen. Nach seiner Handschrift von Mai und Juni 1943 neu geschrieben und mit Ergänzungen versehen von seinem Enkel Erich Schulz-Du Bois. Preetz in Holstein: Selbstverlag 1996.